# Deuzeld

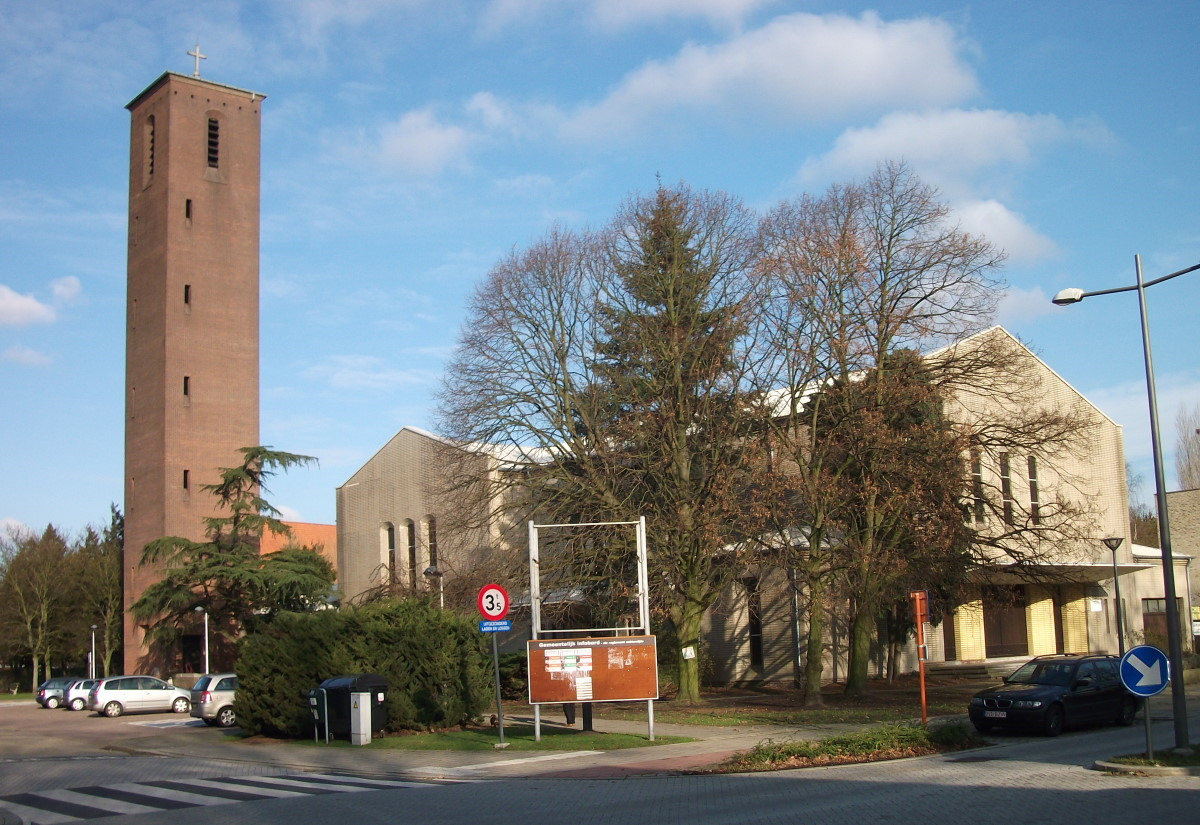
Heilig Hartkerk.

Deuzeld is een wijk in de Belgische gemeente Schoten. De wijk ligt ten zuidwesten van het centrum van de gemeente en grenst aan het Antwerpse district Merksem.
Met de komst van de industrie in de negentiende eeuw aan de Kempische Vaart en later in de twintigste eeuw aan het Albertkanaal groeide het inwonersaantal in de wijk. Op het einde van de negentiende eeuw werd de eerste kerk gebouwd, in de huidige Kruiningenstraat. In 1960 werd er gestart met het bouwen van een nieuwe kerk, de Heilig Hartkerk aan de Deuzeldlaan, die een jaar later ingewijd werd. Aan de Deuzeldlaan stond het Cogelshof, een kasteel dat door verwaarlozing afgebroken moest worden. Op de plaats werd later een gemeentelijke ontmoetingsplaats gebouwd, bekend als het glazen huis en werd er in de jaren zeventig het Cogelspark aangelegd. In 2008 werd de Deuzeldlaan heraangelegd. De Kruiningenbrug is een toekomstig te bouwen brug over het Albertkanaal die de wijk met Deurne zal verbinden.